# Chalezeule
Chalezeule és un municipi francès situat al departament del Doubs i a la regió de Borgonya - Franc Comtat. L'any 2007 tenia 1.071 habitants.

## Demografia

### Població
El 2007 la població de fet de Chalezeule era de 1.071 persones. Hi havia 411 famílies de les quals 110 eren unipersonals (45 homes vivint sols i 65 dones vivint soles), 126 parelles sense fills, 142 parelles amb fills i 33 famílies monoparentals amb fills.
La població ha evolucionat segons el següent gràfic:
Habitants censats

### Habitatges
El 2007 hi havia 456 habitatges, 419 eren l'habitatge principal de la família, 15 eren segones residències i 22 estaven desocupats. 351 eren cases i 101 eren apartaments. Dels 419 habitatges principals, 276 estaven ocupats pels seus propietaris, 127 estaven llogats i ocupats pels llogaters i 16 estaven cedits a títol gratuït; 12 tenien una cambra, 23 en tenien dues, 53 en tenien tres, 87 en tenien quatre i 243 en tenien cinc o més. 369 habitatges disposaven pel capbaix d'una plaça de pàrquing. A 190 habitatges hi havia un automòbil i a 193 n'hi havia dos o més.

### Piràmide de població
La piràmide de població per edats i sexe el 2009 era:
| Homes | Edats   | Dones |
| ----- | ------- | ----- |
| 4     | 95 o +  | 0     |
| 0     | 90 a 94 | 4     |
| 8     | 85 a 89 | 4     |
| 4     | 80 a 84 | 4     |
| 4     | 75 a 79 | 4     |
| 28    | 70 a 74 | 8     |
| 24    | 65 a 69 | 44    |
| 8     | 60 a 64 | 24    |
| 32    | 55 a 59 | 20    |
| 36    | 50 a 54 | 32    |
| 44    | 45 a 49 | 24    |
| 56    | 40 a 44 | 24    |
| 28    | 35 a 39 | 48    |
| 44    | 30 a 34 | 20    |
| 36    | 25 a 29 | 32    |
| 20    | 20 a 24 | 40    |
| 28    | 15 a 19 | 40    |
| 40    | 10 a 14 | 28    |
| 24    | 5 a 9   | 24    |
| 12    | 0 a 4   | 20    |

## Economia
El 2007 la població en edat de treballar era de 731 persones, 559 eren actives i 172 eren inactives. De les 559 persones actives 492 estaven ocupades (268 homes i 224 dones) i 66 estaven aturades (48 homes i 18 dones). De les 172 persones inactives 59 estaven jubilades, 84 estaven estudiant i 29 estaven classificades com a «altres inactius».

### Ingressos
El 2009 a Chalezeule hi havia 478 unitats fiscals que integraven 1.110,5 persones, la mediana anual d'ingressos fiscals per persona era de 18.567 €.

### Activitats econòmiques
Dels 144 establiments que hi havia el 2007, 2 eren d'empreses extractives, 2 d'empreses alimentàries, 4 d'empreses de fabricació de material elèctric, 15 d'empreses de fabricació d'altres productes industrials, 13 d'empreses de construcció, 49 d'empreses de comerç i reparació d'automòbils, 5 d'empreses de transport, 7 d'empreses d'hostatgeria i restauració, 2 d'empreses d'informació i comunicació, 5 d'empreses financeres, 7 d'empreses immobiliàries, 20 d'empreses de serveis, 8 d'entitats de l'administració pública i 5 d'empreses classificades com a «altres activitats de serveis».
Dels 29 establiments de servei als particulars que hi havia el 2009, 7 eren tallers de reparació d'automòbils i de material agrícola, 2 tallers d'inspecció tècnica de vehicles, 3 autoescoles, 1 paleta, 2 guixaires pintors, 5 fusteries, 1 lampisteria, 1 electricista, 1 empresa de construcció, 4 restaurants, 1 agència immobiliària i 1 tintoreria.
Dels 13 establiments comercials que hi havia el 2009, 1 era, 1 un hipermercat, 1 un supermercat, 1 una botiga de més de 120 m², 1 una botiga de menys de 120 m², 1 una peixateria, 1 una llibreria, 2 sabateries, 1 una sabateria, 1 una botiga de material esportiu, 1 un drogueria i 1 una joieria.
L'any 2000 a Chalezeule hi havia 6 explotacions agrícoles que ocupaven un total de 156 hectàrees.

## Equipaments sanitaris i escolars
El 2009 hi havia una escola elemental.

## Poblacions més properes
El següent diagrama mostra les poblacions més properes.